# Hügelkultur

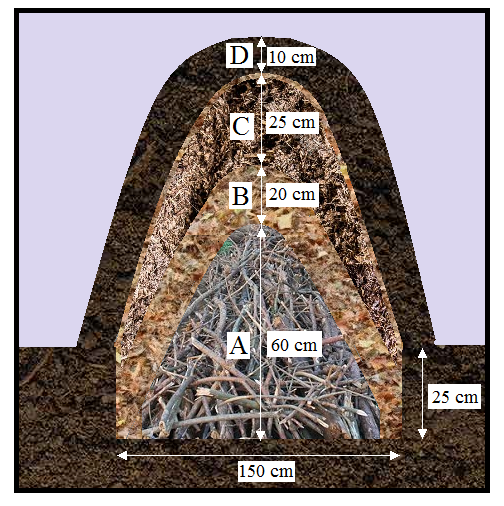
Esquema:
A: ramas
B: hojas
C: estiércol
D: tierra

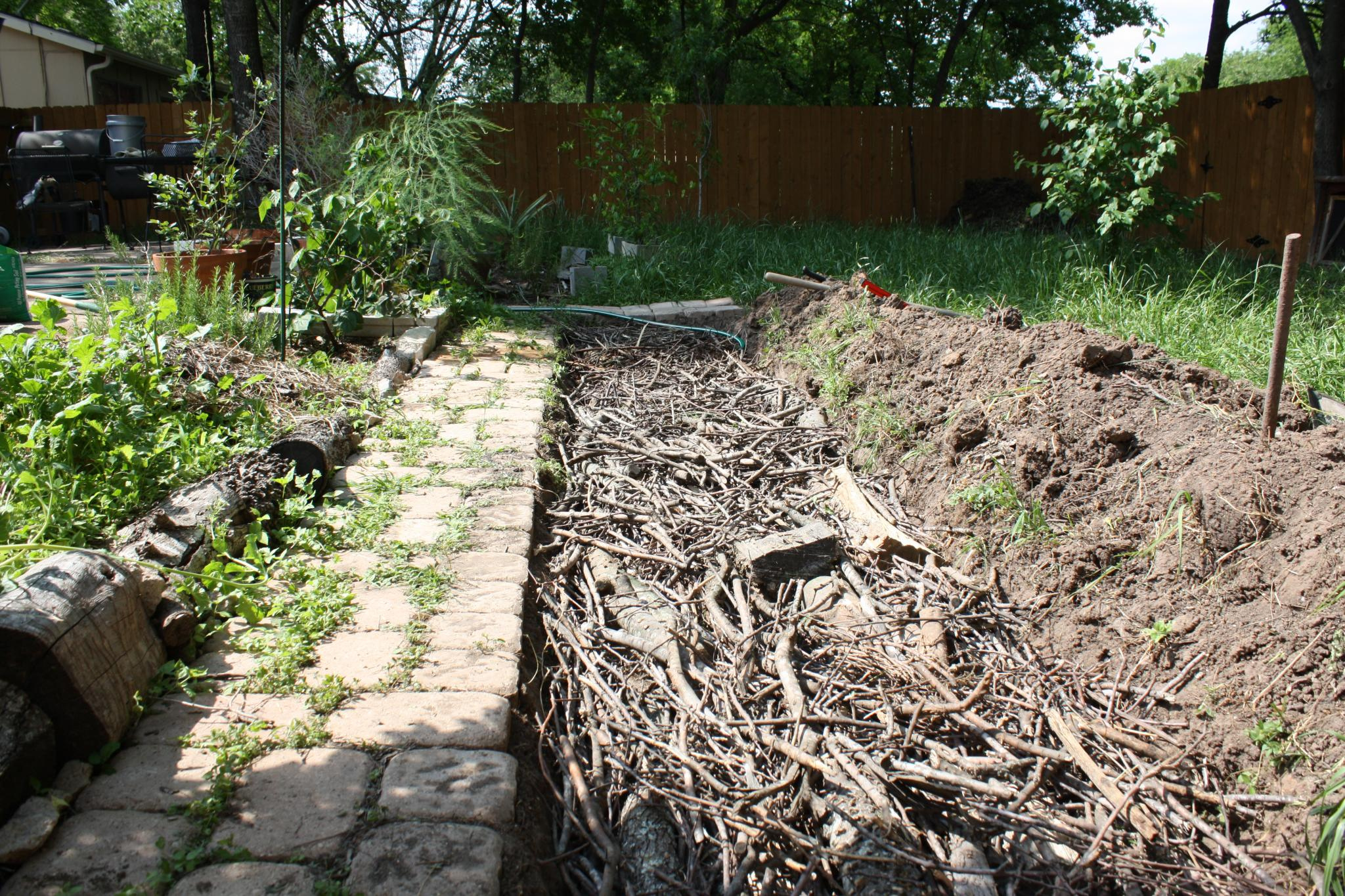
Cama Hügelkultur antes de ser cubierta con tierra.

El hügelkultur (en alemán, /ˈhyːɡl̩kʊlˌtuːɐ̯/ «cultivo de colina») es un proceso de compostaje que emplea canteros en forma de montículo construidos sobre una cama de desechos de madera y otros materiales compostables vegetales. Este proceso mejora la retención de agua del suelo, aumenta su temperatura y su fertilidad, beneficiando de esta manera a las plantas que están cultivadas en el montículo o cerca de este.

## Descripción

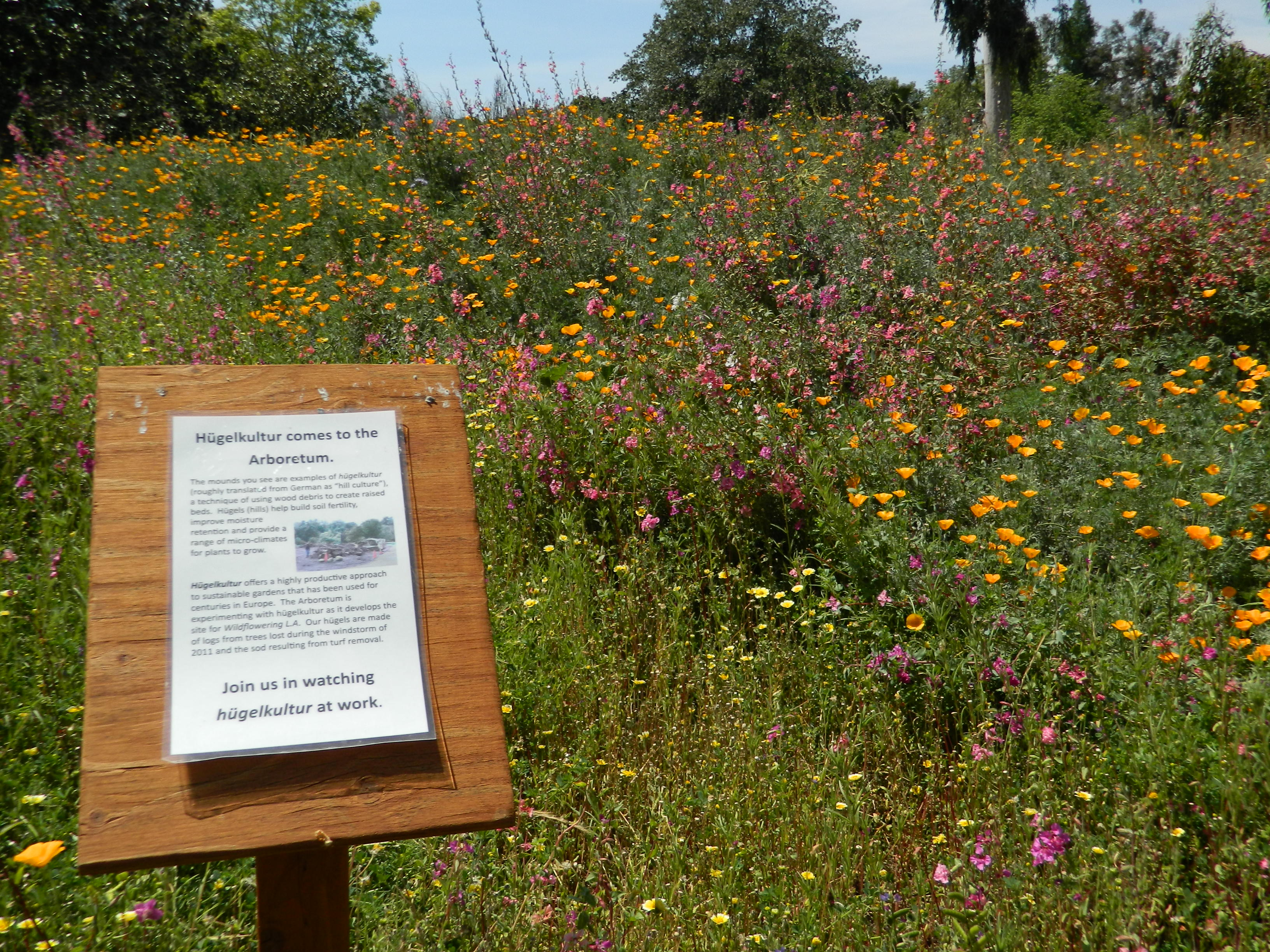
Cama Hugelkultur con cultivo de flores silvestres.

Una cama hügelkultur reproduce el proceso de descomposición natural que tiene lugar en los suelos forestales. Los árboles que caen en los bosques a menudo se convierten en soporte para otras plantas, descomponiéndose y contribuyendo a la formación de un humus rico que proporciona un lecho de siembra y condiciones adecuadas para la germinación de las plántulas. Al descomponerse la madera, la porosidad del suelo se incrementa, lo que le permite almacenar agua como "si fuera una esponja", beneficiando a las plantas cercanas.
Los montículos hügelkultur son ideales para áreas donde los suelos son pobres o compactos. Suelen ser más fáciles de mantener debido a su altura relativa por encima del terreno. Las camas usualmente son de 1 m por 2 m de área y de 1 metro de altura aproximadamente.

## Historia
Hügelkultur es una palabra alemana que significa montículo cultura o colina cultura.  Fue practicado en la cultura alemana y de Europa del Este durante cientos de años, antes de ser desarrollado por Sepp Holzer, un Austriaco experto en permacultura.

## Construcción

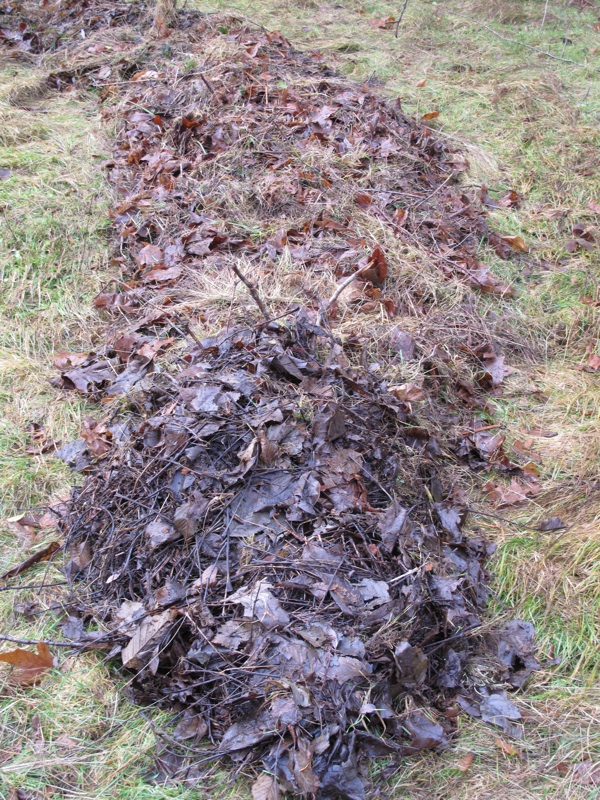
Construcción de una cama Hügelkultur, se muestra sin la capa superior del suelo

En sus formas básicas, los montículos son construidos apilando troncos, ramas, restos vegetales, compost y tierra adicional directamente en el suelo o en una zanja poco profunda. Los montículos también pueden hacerse alternando capas de madera, césped, abono, paja y tierra. Aunque su construcción es sencilla, la planificación es necesaria para evitar las pendientes empinadas que darían lugar a la erosión. Algunos diseños recomiendan que los montículos tengan una pendiente de entre 65 y 80 grados.
En su libro Desert or Paradise: Restoring Endangered Landscapes Using Water Management, Including Lake and Pond Construction, Holzer explica un método de construcción Hügelkultur incluyendo un diseño que incorpora basura como cartón, ropa y residuos de cocina. El recomienda construir montículos de 1 metro de ancho y de cualquier longitud. Los montículos deben ser construidos con una zanja si el suelo es arenoso y sin ella si el suelo es húmedo.